# Crime Scene Cleaner
Crime Scene Cleaner est un jeu vidéo de simulation, développé par President Studios et copublié avec PlayWay, sorti le 19 août 2024 sur Windows. Il plonge les joueurs dans un univers sombre où ils incarnent Kovalsky, un concierge recruté par la mafia pour nettoyer des scènes de crime, effacer les preuves et éviter que les autorités ne découvrent la vérité.

## Histoire
Le joueur incarne Kovalsky, un père veuf et désespéré financièrement. Son emploi de concierge ne lui rapportant pas assez pour payer les soins médicaux de sa fille, il se voit contraint de travailler pour le milieu criminel en tant que nettoyeur de scènes de crime. Engagé par divers criminels, dont le chef de la mafia locale, Big Jim, il est chargé de nettoyer le sang, de ranger les déchets, d'effacer les preuves et d'évacuer les corps. Les intrigues qui entourent ces scènes n'ont pas d'importance pour lui ; seul l'argent, qui lui permet de payer les traitements de sa fille, compte vraiment.

## Système de jeu
Le gameplay s'appuie sur des mécaniques similaires à d'autres jeux de simulation comme House Flipper ou PowerWash Simulator, mais avec une touche macabre,. Les joueurs doivent non seulement nettoyer des éclaboussures de sang et des objets déplacés, mais aussi manipuler les corps et les preuves compromettantes,. Chaque mission se déroule dans des niveaux avec plusieurs pièces, et l'attention portée aux détails incite à explorer chaque recoins pour découvrir des éléments cachés et approfondir l'histoire.